# Балин, Асигкрит Яковлевич
Асигкрит Яковлевич Бали́н (1816 — 1885) — предприниматель, крупный торговец бумажной пряжей, миткалем и ситцами, владелец бумагопрядильной и ткацкой фабрик. Представитель купеческой династии Балиных, шуйский городской голова (1857), потомственный почетный гражданин (1865).

## Биография
Асигкрит Яковлевич Балин родился в 1816 году в семье старообрядцев.

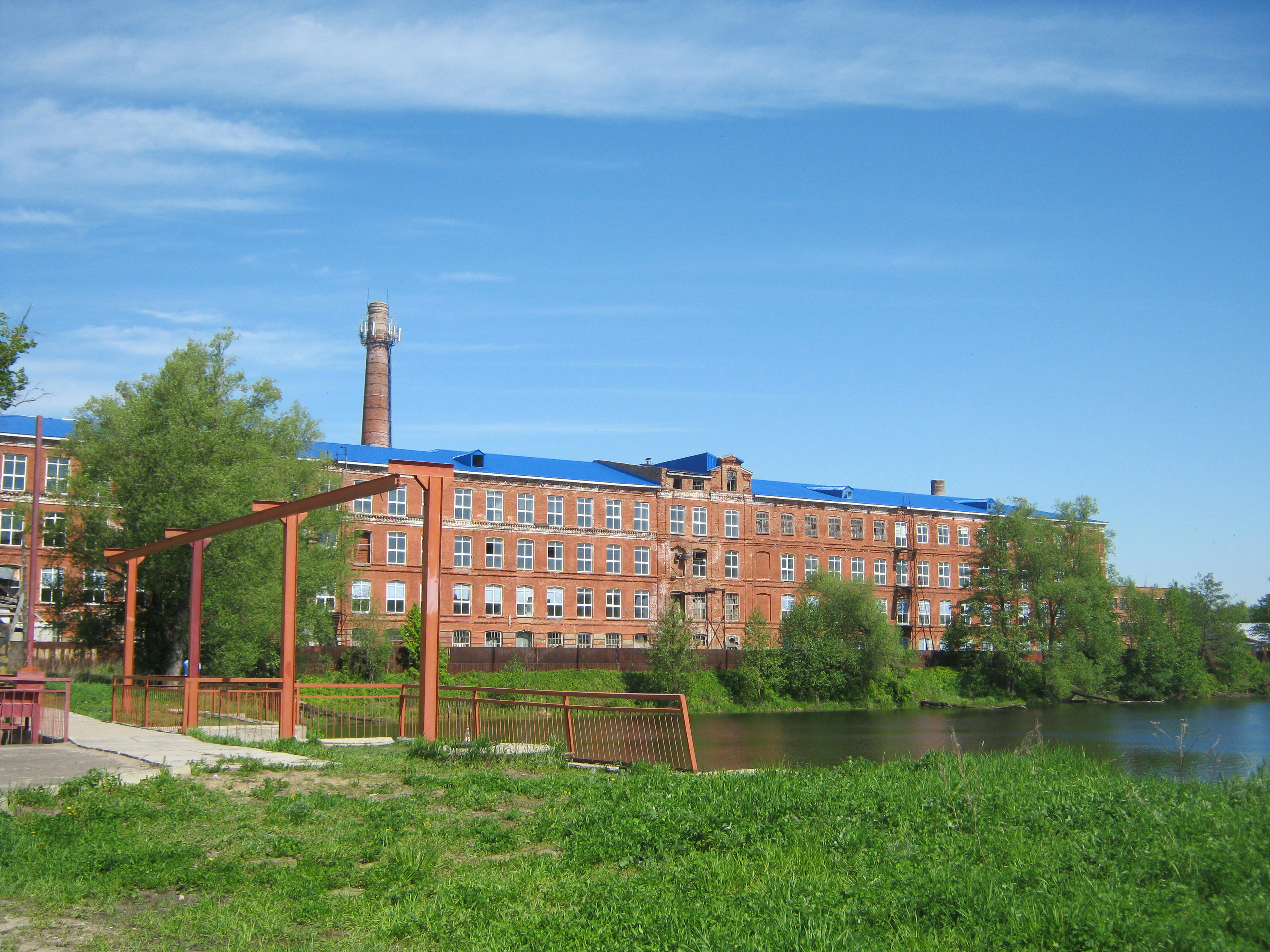
Ткацкая фабрика Балиных в Юже, 2012

Его дед Семён Иванович Балин (1760–1831) в 1828 году купил у помещика П. Н. Нарышкина участок земли в селе Дунилове Шуйского уезда Владимирской губернии на краю базарной площади, где выстроил дом и открыл скорняжную мастерскую. Затем он закрывает мастерскую и решает заняться текстильным делом. Открыв небольшое красильное заведение, он занимался тем, что красит суровую китайку в синий — кубовый цвет. Китайку он покупал в селе Вичуге у мастеров. Один кусок разрезался на 10 концов в небольшие тючки, каждый из которых назывался «тюмом». При оптовой торговле такой «тюм» продавался покупателям в качестве целого куска. 
Он умер в 1831 году, а его сын, Яков Семёнович, закрыл его дело. Но оно было возобновлено его внуком Асигкритом Балиным в 1836 году — молодой предприниматель стал его развивать и расширять. Он ввел в дело деда новшество и стал осуществлять покраску целыми кусками, мера которых была 50 и более аршин.
Асигкрит Балин поддерживал торговые отношения с купцами из Ярославля Лопатиным и Е. С. Горошковым и продавал им китайку и красную пестрядь, которую производил. Вскоре он занялся производством миткаля белого, миткаля крашеного, одноколерного ситца, кранового ситца и «саксонского ситца». «Саксонский» ситец был с зелёным или кубовым фоном.
В 1840-х годах он внедрил выработку «красной пестряди» из пунцовой бумажной пряжи. Её он покупал в дворцовой Новоалександровской слободе, у людей с фамилиями Баранов и Зубков. Также стал заниматься выработкой миткаля. Он пригласил в село Дунилово «светоночника» из деревни Мостишь Костромской губернии, крестьянина Петра Герасимова. Также начал заниматься в этот период торговлей ситцами. 
В 1850-х годах он открыл контору для осуществления торговли пряжею в Иванове.

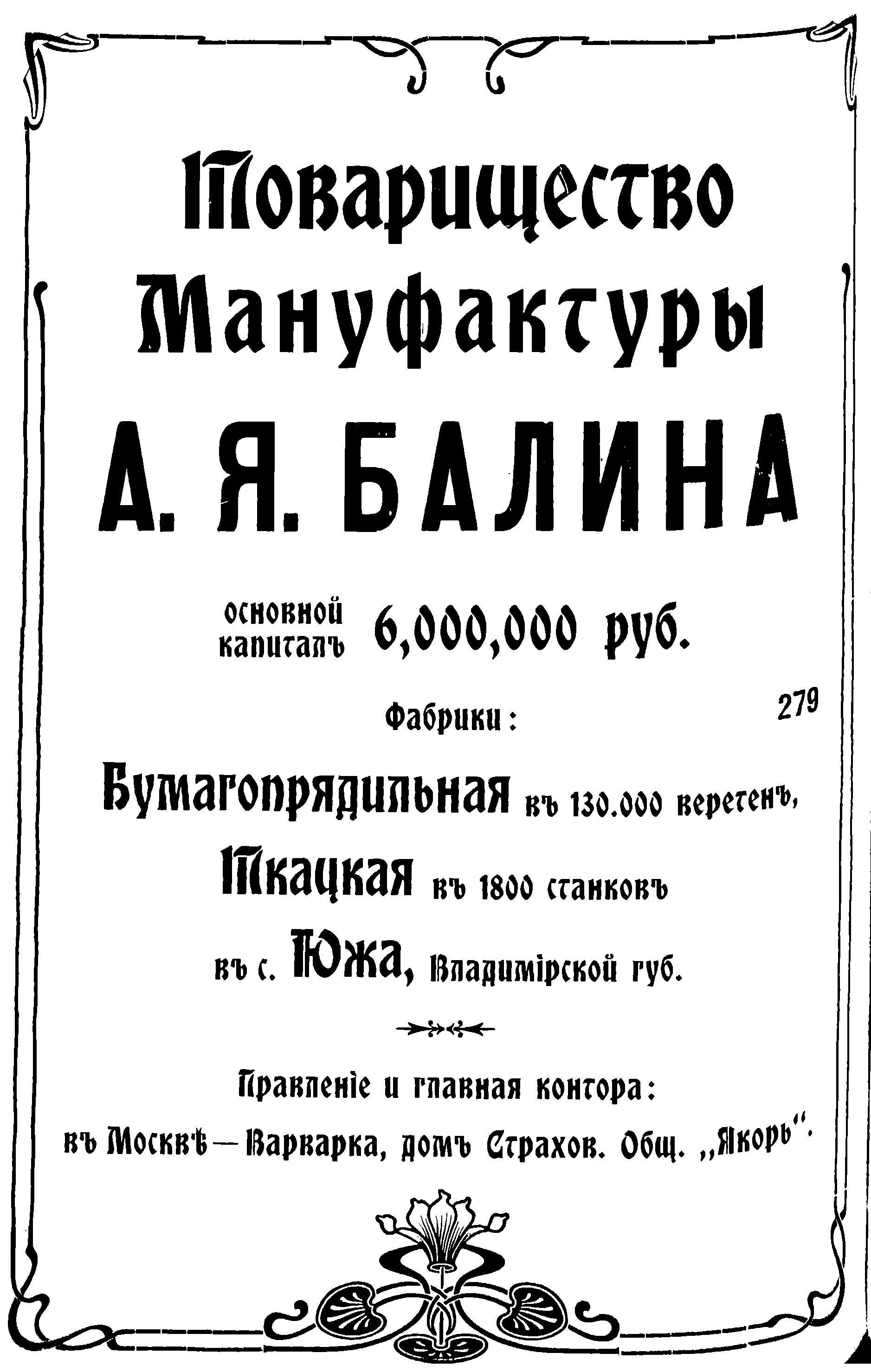
Реклама «Товарищества мануфактуры А. Я. Балина», 1909

К 1855 году состояние Асигкрита Яковлевича составило уже около 10 миллионов рублей. В 1855 году он создал «Товарищество мануфактуры А. Я. Балина», капитал которого был равен 3 миллионам рублей. 480 рабочих было занято на Южской фабрике Балина, там же было 50 136 прядильных веретен, 120 механических станков. Эта фабрика ежедневно вырабатывала пряжу и миткали, за которые можно было выручить до половины миллиона рублей.
Асигкрит Балин в 1865 году купил бумагопрядильную фабрику на 16 000 веретен у помещика И. А. Протасьева. Фабрика была основана в конце 1850-х годов в Юже и пущена в строй в 1860 году. Она состояла из большого кирпичного основного корпуса (проект архитектора Николая Карловича Рейма) и нескольких одноэтажных подсобных зданий, располагающихся вокруг него. Вместе с 8500 десятинами леса Протасьев продал эту фабрику за 320 500 рублей. А. Я. Балин в 1868 году выстроил ткацкую фабрику на 108 механических станков.
В 1871 году он совместно с купцом В. А. Макаровым купил ещё одну фабрику в селе Багрецове Клинского уезда Тверской губернии. В 1872 году с купеческим сыном Ф. Д. Пупышевым купил бумагопрядильную и самоткацую фабрику, которая находилась в селе Ваулине Можайского уезда Московской губернии.
Асигкрит Яковлевич умер в 1885 году.
Старший сын Асигкрита — Николай, продолжил заниматься делом отца. Он увеличил капитал предприятия до 6 миллионов рублей. Один из младших сыновей, Николай, также занимался улучшением производства Южской фабрики, а самой Южской фабрикой заведовал сын Валентин. Правление и контора товарищества находились в Москве.

## Семья
У Асигкрита Балина было 13 детей от двух браков. Первая жена Мария Авксентьевна (1817—1852) умерла от чахотки вскоре после рождения первого сына Василия. Второй женой 25 января 1854 года стала Илария Николаевна Киселёва. Невеста была в два раза младше жениха и происходила из семьи шуйских купцов Киселёвых, стоявших на грани разорения. Во втором браке Асигкрит Балин построил деревянную усадьбу на берегу озера в Юже, которая сохранилась до наших дней.
- Сыновья: Николай (1855—1935), Александр (1860-?), Леонид (1865—1891), Валентин (1869—1934), Василий (1878—1938), Владимир. Сын Валентин в 1898 году женился на Елене Алексеевне (1877—1945)[8], дочери А. А. Постникова, владельца московской фабрики металлических изделий из рода фабрикантов и коллекционеров Постниковых. В браке родились две дочери и сын. После революции 1917 года его семья подверглась репрессиям.
  - Внучка — Вера Валентиновна Ильина (1899—1987), мемуаристка. Вышла замуж за землеведа-эволюциониста Ростислава Ильина (1891—1937)[9][10].
    - Правнучка — Ольга Ростиславовна Ильина — общественный деятель, краевед[11].
    - Правнук — Игорь Ростиславович Ильин (род. 1926) — агроном-почвовед, литератор, мемуарист[12].